# Las Vegas Video Poker
Las Vegas Video Poker is een computerspel dat werd ontwikkeld en uitgegeven door Mastertronic. Het spel werd uitgebracht in 1986 voor verschillende homecomputers. De speler begint het spel met 20 munten en moet poker spelen tegen een elektronische machine. Het spel kent vijf verschillende niveaus.